# 芭芭拉·富萨尔-波利
芭芭拉·富萨尔-波利（義大利語：Barbara Fusar-Poli，1972年2月6日—），意大利女子花样滑冰运动员。她曾代表意大利参加1998年、2002年和2006年冬季奥林匹克运动会花样滑冰比赛，获得一枚铜牌。